# A.C. Giacomense
Associazione Calcio Giacomense là một câu lạc bộ bóng đá Ý đặt tại Masi San Giacomo, một frazione của Masi Torello, ở tỉnh Ferrara, Emilia-Romagna.
Câu lạc bộ đã trải qua 5 mùa bóng đá chuyên nghiệp (Lega Pro) từ năm 2008 đến 2013. Năm 2013, câu lạc bộ đã bán vị trí của mình trong giải đấu cho SPAL 2013, một đội bóng có trụ sở tại thủ phủ của tỉnh mà Giacomense tọa lạc.

## Lịch sử
Câu lạc bộ được thành lập vào năm 1967 và chủ tịch đầu tiên của nó là Tino Droghetti trong liên minh Terza Cargetoria Ferrara.
Sau vài năm tham dự giải vô địch khu vực, năm 2006, đội được thăng hạng Serie D từ Eccellenza Emilia canh Romagna / B. Trong mùa giải đầu tiên tại Serie D, đội bóng đã thắng một trận đấu ở vòng playoffs nhưng đã bị Castellarano loại ngay từ vòng đầu tiên.
Vào ngày 20 tháng 4 năm 2008 đã thăng hạng lịch sử đầu tiên lên Serie C2 sau khi giành được Serie D Girone D.
Vào ngày 17 tháng 5 năm 2009, nó đã kết thúc mùa giải đầu tiên của mình tại các giải đấu chuyên nghiệp, kết thúc ở vị trí thứ bảy trong Lega Pro Seconda Divisione.
Trong các mùa bóng đá 2009-10 và 2010-11, nó đã tránh xuống hạng hai lần: trong trường hợp đầu tiên đánh bại Colligiana ở vòng playoff (sau khi kết thúc mùa giải ở vị trí thứ mười bốn), và năm tiếp theo bằng cách lặp lại kết quả tốt nhất trong lịch sử của nó, vị trí thứ bảy trong giải đấu.
Trong mùa giải 2012-13 trong Lega Pro Seconda Divisione, đội đã kết thúc ở vị trí thứ 11 và nó đã được cứu một lần nữa. Tuy nhiên, câu lạc bộ đã bán danh hiệu thể thao vào cuối mùa giải cho Real SPAL trong một vụ sáp nhập với đội bóng lớn của tỉnh Ferrara, đã được thành lập lại vào năm 2012-13 từ đội bóng đã phá sản trước đó "SPAL 1907 ". Trên thực tế, câu lạc bộ mới không sử dụng tên Giacomense mà đổi thành "SPAL 2013". SPAL đã kết thúc thứ bảy ở bảng D trong mùa giải 2012-13, thất bại trong trận đấu play-off thăng hạng. Vì FIGC cho phép một câu lạc bộ di chuyển trong một tỉnh để tiếp tục danh hiệu thể thao của họ, Giacomense là câu lạc bộ duy nhất có sẵn để mua để hỗ trợ SPAL trở lại với bóng đá chuyên nghiệp.

## Màu sắc và huy hiệu
Màu của đội là đỏ và xám.